# Zatypota percontatoria
Zatypota percontatoria (лат.) — вид мелких перепончатокрылых наездников рода Zatypota подсемейства Pimplinae (триба Ephialtini) из семейства Ichneumonidae (Hymenoptera). Паразитоид пауков-тенётников (Theridiidae). Встречаются в Голарктике, в том числе, от Европы до Дальнего Востока и Японии.

## Описание
Наездники-ихневмониды мелкого размера. Длина переднего крыла 2,9—3,8 мм. Жгутик усика состоит из 18—20 сегментов. Формула щупиков 4:3. Голова преимущественно чёрная, следующие части желтовато-белые: скапус усика и педицель снизу, нижняя половина наличника, мандибулы, кроме вершины, пальпы и нижний край щеки. Жгутик усика светло-коричневый. Мезосома красновато-коричневая; проплеврон и переднеспинка тёмно-коричневые; латеро-дорсальный угол пронотума, тегулы и подкрыловой выступ желтовато-белые; мезоплеврон затемнён вентрально; мезепимерон, аксилла, постскутеллум и проподеум тёмно-коричневые; метаплеврон затемнён вдоль субметаплеврального киля. Ноги бледно-коричневые; тазик, трохантер и трохантеллус передних и средних ног бледнее; задние ноги с трохантером, трохантеллусом, вершиной бедра и базальными 0,6—0,7 голеней бледнее, верхние 0,3 задних голеней тёмно-коричневые. Крылья гиалиновые, птеростигма коричневая. Метасомальные тергиты тёмно-коричневые; тергиты T1—5 красновато-коричневые за задней поперечной бороздкой; крайний край T2—4 узко черноватый. Яйцеклад коричневый, ножны чёрные.
Крылья с перепончатым жилкованием. Переднее крыло с жилкой Rs+M базальнее cu-a на 2—3 ширины этой жилки, 2rs-m около 0,1—0,2 от длины M между 2rs-m и 2m-cu; жилка cu-a умеренно наклонена; жилка Cu1a отделена от 1mcu длиной Cu1b или чуть больше. Заднее крыло с жилкой M+ Cu умеренно изогнуто; дистальная абсцисса Cu отсутствует; жилка cu-a слабо наклонена к жилке 1A.
Ноги относительно стройные; переднее бедро в 3,9—4,8 раз больше своей максимальной ширины; заднее бедро в 4,6—4,8 х раз больше своей максимальной ширины; задняя голень в 9,5—10,0 х раз больше своей апикальной ширины; первый тарзальный сегмент задней лапки длиной как второй и третий сегменты вместе взятые; пятый сегмент длиной как третий.
Брюшко с отчётливо килеватым первым тергитом T1, с парой достеро-латеральных косых вдавлений; с дорсомедиальным продольным килем, простирающимся до 0,6 своей длины; кили сходятся сзади при дорсальном виде, но довольно разделены на заднем конце; дорсолатеральный продольный киль обычно отчётливый, доходящий до заднего края, или иногда нечёткий сзади, с дыхальцем, расположенным на нём; поверхность тергита Т2 отчётливо кожистая, за исключением гладкого заднего края, с очень резко вдавленными переднелатеральной и заднелатеральной косыми бороздками, отграничивающими центральную равномерно выпуклую ромбическую область; Т3—5 подобны Т2, с передней косой бороздкой более поперечной, делающей центральные области треугольными; заднелатеральная косая бороздка Т5 слабая; первый тергит Т1 в длину равен 1,1—1,2 своей апикальной ширины; Т2 0,9—1,0 от длины Т1 и 0,7—0,8 от длины апикальной ширины. Яйцеклад прямой, довольно короткий, выступает за вершину метасомы на 0,3 от длины задних голеней; верхняя вальва утолщён медиально, довольно сильно сужен к очень острой точке; нижняя вальва без отчётливого базального вздутия вентрально, слабо утончён вокруг базальных 0,4.
Zatypota percontatoria как паразитоиды ассоциированы с пауками-тенётниками рода Theridion. Среди хозяев зарегистрированы в качестве хозяина отмечены Theridion varians, T. simile и T. tinctum в Европе и T. pinastri в Японии. Паук-хозяин, несущий личинок Z. percontatoria, появляется в мае. Личинка располагается на дорсо-латеральной и латеральной поверхности у основания брюшка хозяина. Паук-хозяин строит нерегулярную пространственную трехмерную паутину в вогнутости ствола дерева, например, каркаса китайского (Celtis sinensis var. japonica), или на нижней стороне балюстрад в парке. Паутина паука-хозяина, содержащая кокон паразитоида, внешне не изменяется. Кокон наездника беловатый, имеет субцилиндрическую форму.

## Жизненный цикл
Жизненный цикл начинается, когда самке наездника удаётся успешно отложить яйцо в брюшко паука из семейства Theridiidae. Представители Z. percontatoria являются коинобионтами и это один из редких случаев, когда они также являются эктопаразитами. Хотя яйцо зарождается внутри паука, в конце концов оно вылупляется в личинку. При этом не используется обездвиживающее или парализующее вещество, поэтому паук развивается по мере развития яйца/личинки. Со временем личинка «вырывается» из паука и продолжает жить в качестве эктопаразитоида. Личинка развивается, используя питательные вещества из гемолимфы паука. Когда личинка выходит из брюшка, она остаётся связанной с гемолимфой для получения питательных веществ в качестве эктопаразитоида. Размер личинки зависит от размера паука и наличия у него питательных веществ.
Паук может продолжать добывать корм и проявлять прочую активность. Механизм того, как личинка способна изменять поведение паука, неизвестен, но существует несколько гипотез. Одна из них заключается в том, что она может контролировать центральную нервную систему непосредственно через влияние на нейроны, хотя это маловероятно, поскольку Z. percontatoria соединяется с гемолимфой, не связанной напрямую с нервной системой. Более вероятная из гипотез заключается в том, что Z. percontatoria не управляет пауком напрямую, а влияет на него через гормоны эндокринной системы, активируя определённые пути паука. Паук не демонстрирует никакого поведения, которое выходило бы за рамки его нормального поведения, однако обычное время поведения изменяется. Это происходит потому, что личинка использует поведение паука для повышения своей приспособленности и шансов на выживание. Повышая уровень гормонов, которые способствуют определённым действиям, личинка изменяет обычное поведение паука в свою пользу. Личинка также находится в мутуалистических отношениях с полиднавирусами, которые подавляют иммунную систему, не позволяя ей предпринять какие-либо ответные действия. Однако если личинку удалить, паук возвращается к нормальному управлению и поведению. Чем дольше личинка способна оставаться на пауке, тем больше времени потребуется пауку для восстановления, если личинка будет удалена. Это действие также поддерживает гипотезу, что изменение поведения, скорее всего, является результатом накопления гормонов, стимулируемых или выделяемых личинкой.

## Динамика отношений паразит-хозяин
Уровень паразитизма в популяции пауков невысок, обычно около 1 %. Пауки защищаются сами, и без обездвиживающего средства их трудно паразитировать. Смертность наиболее высока на яйцевой и личиночной стадиях паразитоидного наездника, поэтому они могут погибнуть, не успев завершить свой жизненный цикл. Кроме того, если они не умеют успешно маскироваться или защищаться, хищники в окружающей среде могут воспользоваться этим и убить их. Поскольку жизненный цикл паразитоида занимает много времени, многое может пойти не так, что приведёт к гибели.

## Систематика
Вид был впервые описан в 1776 году датским натуралистом Отто Фредериком Мюллером под названием Ichneumon percontatorius Müller, 1776. В дальнейшем был включён в состав рода Zatypota из подсемейства Pimplinae (триба Ephialtini) из семейства Ichneumonidae (Hymenoptera). От близких видов отличается чёрным лицом и лбом. У самок яйцеклад прямой, более или менее утолщённый медиально. Самцы отличаются отчётливо килеватой медианной ромбической областью T2—3; переднее крыло с жилками cu-a и Cu2, обычно умеренно скошенными, последняя примерно такой же длины, как абсцисса Cu между Cu1 и 1m-cu или короче.